# یواس‌اس جکداو (ای‌ام‌اس-۲۱)
یواس‌اس جکداو (ای‌ام‌اس-۲۱) (به انگلیسی: USS Jackdaw (AMS-21)) یک کشتی است که طول آن ۱۳۶ فوت (۴۱ متر) می‌باشد. این کشتی در سال ۱۹۴۴ ساخته شد.